# Lulika Pool
Der Lulika Pool ist ein See im Norden des australischen Bundesstaates Western Australia. 
Der See liegt im Verlauf des Minnie River.